# 인덕원 퍼스비엘
인덕원 퍼스비엘(Indeogwon Firsbiel)은 경기도 의왕시 내손동에 들어설 아파트 단지로, 내손라구역을 재개발하는 사업이다. 14개동 2,180세대 규모로 들어설 예정이다.